# Pantophaea oneili
Pantophaea oneili är en fjärilsart som beskrevs av Clark 1924. Pantophaea oneili ingår i släktet Pantophaea och familjen svärmare. Inga underarter finns listade i Catalogue of Life.